# 앤드루 섈리
안제이 빅토르 "앤드루" 섈리(Andrzej Viktor "Andrew" Schally, 1926년 11월 30일~2024년 10월 18일)는 폴란드 제2공화국 출신의 미국의 내분비학자이다. 1977년에 뇌하수체 호르몬의 발견과 면역정량 방법의 개발에 관한 연구로 로제 기유맹, 로절린 서스먼 얠로와 함께 노벨 생리학·의학상을 수상했다.

## 수상 경력
- 1975년: 앨버트 래스커 기초 의학 연구상
- 1977년: 노벨 생리의학상

## 참고 문헌
- Aleksandra Ziółkowska, Korzenie są polskie (The Roots Are Polish), Warsaw, 1992, ISBN 83-7066-406-7.
- Aleksandra Ziolkowska-Boehm, The Roots Are Polish, Toronto, 2004, ISBN 0-920517-05-6.
- 니콜라스 웨이드, The Nobel Duel, Garden City, Anchor Press/Doubleday, 1981.